# Ralph 124C 41+
Ralph 124C 41+ ist ein Science-Fiction-Roman von Hugo Gernsback. Er wurde ab 1911 kapitelweise im Modern Electrics-Magazin veröffentlicht, bevor er 1925 erstmals als zusammenhängendes Buch publiziert wurde. Aufgrund seiner konsequenten Extrapolation gilt es als eines der ersten modernen SF-Werke.

## Inhalt
Der Buchtitel „Ralph 124C 41+“ ist ein Wortspiel. Auf Englisch ausgesprochen ergibt es „Ralph one to (two) foresee (four-c) for (four) one plus“, d. h. „Ralph, einer, der für einen anderen voraussieht“. Dass der Protagonist diesen Namen hat, soll ihn als Erfinder von prophetischer Genialität auszeichnen.
Gernsback führt den Leser auf die Erde des Zukunftsjahres 2660. Durch technologischen Fortschritt hat die Menschheit Armut und Krankheit bezwungen und fremde Planeten kolonisiert. Erfinder werden gefeiert und beneidet. Der genialste von ihnen ist ein Wissenschaftler namens Ralph 124C 41+. Eines Tages ruft Ralph mit seinem Visiofon versehentlich eine attraktive Schweizerin namens Alice 212B 423 an. Die Sprachbarriere (er spricht nur Englisch und sie nur französisch) überwinden sie mit Hilfe von Simultanübersetzern. Er rettet sie vor einer Lawine, indem er diese per Fernsteuerung mit Hitzestrahlen verdampft. Sie verlieben sich ineinander. Als Ralph und Alice sich treffen, benutzt Gernsback das Rendezvous als Mittel, um dem Leser die vielen Fortschritte im fiktiven Jahr 2660 nahezubringen.
Ralph hat zwei Rivalen, den Menschen Fernand 60O 10 und den Marsmenschen Llysanorh CK 1618. Sie entführen Alice, und Ralph sucht fieberhaft nach der Vermissten. Wieder dient die Verfolgungsjagd als Exposition der Zukunftswelt. Am Ende kommt es zum Showdown, bei dem Ralph Alice nur noch tot aus dem Raumschiff von Llysanorh CK 1618 bergen kann. Durch ein gewagtes Experiment, welches er zu Beginn des Buches mit einem Hund durchgeführt hatte, gelingt es Ralph 124C 41+ am Ende Alice 212B 423 wiederzubeleben. Es kommt zu einem Happy End, bei dem sie flüstert, dass der Name Ralph 124C 41+ folgende Bedeutung habe: „Ralph, einer, der eine andere sucht“.

## Liste von Konzepten
Gernsback verwendet „Ralph 124C 41+“ hauptsächlich als Mittel, um die Welt im Jahre 2660 vorzustellen. Es werden viele technische und soziale Konzepte beschrieben, die im Gegenwartsjahr 1911 zumindest denkbar waren (Fachbegriff: Extrapolation), und auch teilweise die sozialen Auswirkungen dieser neuen Erfindungen beschrieben. Die Konzepte werden von der heutigen Kritik als „zum Teil naiv, aber auch erstaunlich zutreffend“ beschrieben.
Gernsback sah Erfindungen wie das Fernsehen, Interkontinentalflüge, bemannte Raumfahrt, die Solarzelle, das Bildtelefon, die Magnetschwebebahn, das Radar, den Simultanübersetzer, den Elektromotor, die Leuchtstoffröhre, das Konzept der finanziellen Bonität, das Fax u. a. voraus, auch wenn er z. T. andere Namen verwendete: er nannte u. a. das Fax einen „Tele-Autograph“ oder das Radar eine „polarisierte Ätherwelle“. Konzepte aus dem Buch, die bis heute unrealisiert blieben, waren u. a. die Antigravitation, Unsichtbarkeit, Leben auf fremden Planeten, Marsmenschen und die Wetterkontrolle.

## Wissenschaftliche Anmerkungen
Aus heutiger Sicht sind mehrere von Gernsbacks Mutmaßungen überholt. Er geht in seinem Buch davon aus, dass das Licht wie der Schall ein Medium (einen Äther) zur Ausbreitung benötigt. Dies war schon damals wissenschaftlich widerlegt. Dazu kommt, dass Gernsback interstellare Reisen mit Flugmaschinen ermöglicht, deren Hauptantrieb rotierende Gyroskope sind. Auf die Idee der heute gebräuchlichen Raketen kam er nicht.

## Bewertung
„Ralph 124C 41+“ gilt aufgrund seiner vielen Extrapolationen als einer der ersten modernen Science-Fiction-Romane. Science Fiction Weekly nannte das Werk „auf den ersten Blick kitschig und oberflächlich“, die Handlung als „Vorwand für primitive wissenschaftliche Spekulation“ und wies darauf hin, dass Gernsbacks Werk „nicht umsonst für eine Zeitlang pauschal als Schundliteratur gehalten wurde“. Es meinte aber, dass Gernsback bei genauerer Betrachtung „mit wenigen Mitteln viel erzählt… viel öfter den Nagel auf den Kopf trifft, als nicht… auch wenn Ralph zu einfach auf die richtige Lösung kommt und die Handlung oberflächlich bleibt“.
Diese Einschätzung wird auch von SFSite.com vertreten. Kritisiert werden der „dünne, schablonenhafte“ Plot, aber gelobt werden die „vielen interessanten Ideen und der infizierende Optimismus“. Zeitgeschichtlich interessant seien Gernsbacks „naive, aber zum Teil erstaunlich treffende Prognosen“, aber es wird wegen der limitierten schriftstellerischen Qualität herausgestellt, dass es „einen Grund hat, dass Gernsback eher als Verleger als als Autor bekannt wurde“.

## Ausgaben (Auswahl)
- Ralph 124C 41+. A Romance of the Year 2660. The Stratford Company, Boston 1925.
- Ralph 124 C 41 plus. Deutsch von Walter Ernsting. Pabel, Rastatt 1957 (Utopia-Großband 52).
- Ralph 124C 41+. Deutsch von Eugen Müller-Frantz. Heyne, München 1973 (Heyne-Bücher 3343).